# Balkan Elite Road Classics
Das Balkan Elite Road Classics war ein albanisches Straßenradrennen.
2016 wurde es zum ersten und letzten Mal ausgetragen. Start und Ziel des 170 Kilometer langen Rennens waren in Elbasan. Premierensieger wurde der einheimische Radprofi Eugert Zhupa. 
Das Radrennen gehörte zur UCI Europe Tour und war dort in der Kategorie 1.2 eingestuft. Das Rennen – ausgetragen vom albanischen Radsportverband und der Balkan Cycling Union – wurde auch als Balkan-Meisterschaft betrachtet.

## Sieger
- 2016  Eugert Zhupa